# Distribuzione dei poteri nel Belgio federale
Le competenze delle Comunità e delle Regioni sono competenze esclusive (senza possibilità di intervento dello Stato federale), che vengono quindi esercitate (praticamente) senza il possibile veto da parte sua, né all'interno della Federazione belga né nella scena internazionale. Questo è dovuto al principio raramente applicato in altri Stati federali di tutto il mondo (o raramente applicato così strettamente) dell'equivalenza degli standard. Questo lo rende un federalismo unico nel mondo.
Univoco è anche il meccanismo delle doppie maggioranze necessarie per qualsiasi riforma istituzionale: le riforme significative richiedono cambiamenti costituzionali o leggi speciali. Queste riforme possono essere approvate solo con doppia maggioranza. Sono necessarie maggioranze di parlamentari francofoni e di lingua olandese. Questo ha l'effetto principale che la comunità più conservatrice può in gran parte imporre le proprie preferenze dall'altra. Ciò è chiaramente visto nei dibattiti istituzionali: i cittadini fiamminghi vogliono decentralizzare competenze importanti, corrispondenti ai bilanci e una grande autonomia fiscale. Ma si trovano ad affrontare il rifiuto dei francofoni che preferiscono mantenere un dominio dello stato centrale e trasferimenti significativi dalle Fiandre ai francofoni (stimati a 6-16 milioni di euro all'anno).
| Stato federale | Comunità                                                                 | Regioni |
| Competenze generali | Competenze d'attribuzione                                                | Competenze d'attribuzione |
| --- | ------------------------------------------------------------------------ | --- |
| - Sicurezza sociale (pensioni, aiuto alle persone, salute, mutui...) | - Insegnamento                                                           | - Agricoltura |
| Competenze residue | Poteri impliciti                                                         | Poteri impliciti |
| - Giustizia - Sistema fiscale (più del 90 % del sistema fiscale) - Difesa nazionale - Diritto civile - Immigrazione - Unione economica e monetaria - Ricerca scientifica (soprattutto aerospaziale) - Telecomunicazioni - Trasporto (SNCB, aereo..., eccetto bus, tram, métro) - Energia - Commercio internazionale - Polizia - Politica estera - Aiuto al Terzo Mondo - Relazioni con l'Unione Europea - Finanziamento (per il 90 %) delle regioni e comunità - Pensioni - Salute pubblica - Lavoro e prestazioni di disoccupazione - Indennità per disabilità - Sovvenzioni per orfani, vedovi e vedove. - etc. | - Materie personalizzabili - Materie culturali - Uso delle lingue - etc. | - Politica economica - Occupazione - Poteri locali - Lavori pubblici - Trasporti regionali (bus, trams, métro) - Ambiente - etc. |

In linea di principio, le competenze delle regioni e delle comunità dovrebbero essere competenze residue, mentre lo Stato federale ha competenza solo su questioni che sono espressamente attribuite ad essa. Tuttavia, questa disposizione della Costituzione (articolo 35) non entrerà in vigore finché l'elenco dei poteri dello Stato federale non è stato redatto e inserito nella Costituzione. Questo compito si dimostra noioso e soprattutto politicamente delicato, è ragionevole credere che l'articolo 35 della Costituzione non entrerà mai in vigore, lo Stato federale conserva i poteri residui e le entità federate dei poteri concessi.

## Ripartizione per territorio delle competenze nel Belgio federale
|                                    | Territori di applicazione delle competenze | Territori di applicazione delle competenze  | Territori di applicazione delle competenze | Territori di applicazione delle competenze | Territori di applicazione delle competenze                        | Territori di applicazione delle competenze |
| Istituzioni competenti             | Regione fiamminga                          | Regione fiamminga e comuni a facilità en FR | Regione vallone                            | Regione vallone e comuni a facilità en NL  | Bruxelles-Capitale                                                | Cantoni dell'Est                           |
| ---------------------------------- | ------------------------------------------ | ------------------------------------------- | ------------------------------------------ | ------------------------------------------ | ----------------------------------------------------------------- | ------------------------------------------ |
| Stato federale                     | si                                         | si                                          | si                                         | si                                         | si                                                                | si                                         |
| Regione fiamminga                  | si                                         | si                                          | -                                          | -                                          | -                                                                 | -                                          |
| Regione vallone                    | -                                          | -                                           | si                                         | si                                         | -                                                                 | si                                         |
| Regione di Bruxelles-Capitale      | -                                          | -                                           | -                                          | -                                          | si                                                                | -                                          |
| Comunità fiamminga                 | si                                         | si, con eccezioni                           | -                                          | -                                          | scelta personale                                                  | -                                          |
| Comunità francofona                | -                                          | -                                           | si                                         | si, con eccezioni                          | scelta personale                                                  | -                                          |
| Commissione comunitaria comune     | -                                          | -                                           | -                                          | -                                          | si, per le materie personalizzabili e le istituzioni linguistiche | -                                          |
| Commissione comunitaria francofona | -                                          | -                                           | -                                          | -                                          | scelta personale                                                  | -                                          |
| Comunità germanofona               | -                                          | -                                           | -                                          | -                                          | -                                                                 | si                                         |

## Comunità fiamminga e Regione fiamminga
La Regione fiamminga non è mai stata costituita e le sue competenze sono state formalmente acquisite dalla Comunità fiamminga. La "regione fiamminga" si riferisce pertanto alle competenze regionali acquisite dalla comunità fiamminga.

## In termini di risorse pubbliche
In termini di ricavi governativi e esclusi il servizio del debito, i bilanci combinati delle entità federate (regioni e comunità) rappresentano il 51% dei budget del gruppo (Stato federale + entità federate).
All'inizio del 1980, questa percentuale era quasi uguale a zero, cresceva gradualmente grazie alle riforme dello Stato belga nel 1980, nel 1988, nel 1993 e nel 1999.
Le Soir scrive nel 2013: « Attualmente, le entità federate (regioni e comunità) pesano quasi 45 miliardi. Dopo la riforma, avranno 65 miliardi (statistica 2015), "un aumento di circa il 40% del totale dei bilanci delle entità federate. Il giornale Le Soir continua "Al contrario, lo stato federale e il Secu perdono peso, sono i 20 miliardi delle competenze trasferite! Fatti insoliti: dopo la riforma dello stato, le Flandre (Comunità e Regione combinate) avranno un budget più ampio dello Stato federale! »
La riforma dello Stato concordata all'inizio del 2012 aumenta di conseguenza i bilanci delle entità federate di 20 miliardi di euro. Il primo ministro belga al momento della conclusione della sesta riforma dello Stato, Elio Di Rupo ha sottolineato: « Abbiamo mantenuto la nostra parola: questa riforma dello Stato sposta il centro di gravità dello Stato federale nelle regioni e nelle comunità ».